# 黄金山神社 (石巻市)

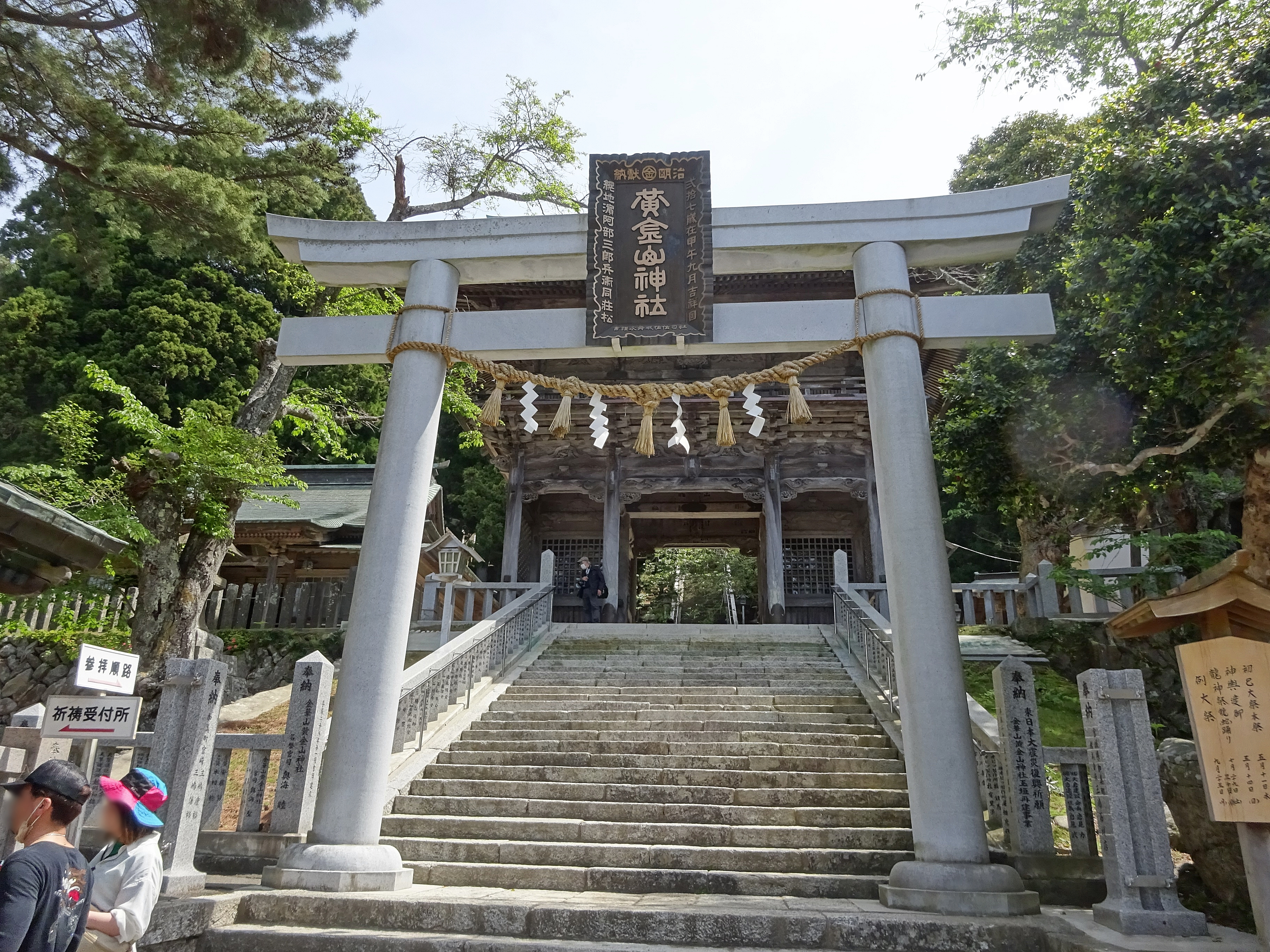
黄金山神社の鳥居

黄金山神社（こがねやまじんじゃ）は、宮城県石巻市の牡鹿半島東南端に相対する太平洋上の孤島、金華山に鎮座する神社である。旧社格は県社で、戦後は神社本庁の別表神社。
金華山の西斜面中腹に西面して鎮座するが、金華山全島を神域とする事もあって神社と金華山（島）とほぼ同義に用いられる場合があり、金華山神社（きんかさんじんじゃ）と通称されたり金華山黄金山神社と称したりもしている。商売繁盛や開運招福といった現世利益を願う参拝者や観光客で賑わっているが、近代以前は弁財天（弁天）を祀る金華山大金寺（だいきんじ）という女人禁制の修験の真言宗寺院であり、広島県の厳島神社等とともに日本の「五弁天」の一にも数えられるとともに、霊場として山形県の出羽三山、青森県の恐山に並ぶ「東奥三霊場」に数えられた。

## 祭神
祭神は鉱山の神である金山毘古神、金山毘売神と、天地の八百万神（やおよろずのかみ。日本の神の総称）。
明治以前は弁財天が祀られ、近世以降からその福を授ける神徳が盛んに喧伝されて開運招福といった現世利益、とりわけ金運や財運に神験著しい事で著名となり、明治になって現祭神に改められた後もその信仰は続いている。

## 由緒
社伝によれば天平勝宝2年（750年）に神社として創祀されたという。則ち、奈良時代に国家事業としての東大寺毘盧遮那仏（所謂奈良の大仏）建立に際して鍍金に要する金の調達に苦慮していた大和朝廷の下に、天平21年（749年）2月、陸奥国から日本初となる金産出の報せとその金が齎されたが、その産出地が金華山であり、翌天平勝宝2年（750年）、牡鹿連宮麿（おしかのむらじみやまろ）等が時の国守に産金を司る神を祀る神社の創建を申請して金華山に金山毘古神と金山毘売神の2柱を奉祀し、後に弁財天を本尊とする寺院となったといい、日本初の産金を祝して大伴家持が詠んだ短歌、
に見える「金花（華）」に因んで島（山）名としたと伝える。なお、弁財天については金華山の太平洋岸に漂着した天女を金華山の山頂と麓とに祀り、麓を弁財天堂（大金寺）と山頂を竜蔵権現（現大海祇（おおわたつみ）神社）と称したとも伝え、また、産出した金を朝廷に献上した百済王敬福についても、牡鹿半島の北の付け根に近い女川町の御前浜（おまえはま、おんまえはま）に漂着したという伝説や、同地に住んでいたという伝えがあった。
江戸時代まではこの社伝縁起（当時は寺伝）が広く受け容れられ、陸奥国小田郡の式内社「黄金山神社」はこの産金に因んで創祀されたと考えられる為にその「黄金山神社」に比定されても来たが、文化10年（1813年）に伊勢国の国学者沖安海（おきやすうみ）が天平産金の故地は現宮城県遠田郡涌谷町（旧くは小田郡に属す）であり同地に鎮座する小金神明社が式内黄金山神社である事を査定して再興した為に（現涌谷町黄金山神社）、当神社の創祀に関する縁起も再考される必要が生じた。その結果、海上に屹立するその山容が牡鹿半島周辺沿岸部の人々から神霊の宿るものと意識されて島自体を神霊視する自然崇拝の対象とされていたと思われ、5峰に分かれて「峯巒六十八区、渓澗モ亦四十八谷」とも称される急峻な地形をなす金華山を、平安時代以降に修験者、それも大金寺に真言宗の開祖である弘法大師（空海）に結びついた伝承が多く見られる事や三陸地方の沿岸部一帯には弁財天を祀る真言宗寺院が多い事等からとりわけ真言系の修験者の活動によるものであったと思われるが、それら修験者が島を霊場として開くとともに大金寺を開創した事が発展の契機となったと推測される。その場合、修験者は本州島の最東端に位置する孤島という立地から金華山を古代中国や日本で希求された東方海上に浮かぶ仙土たる蓬萊山や常世国といった理想郷に見立て、大金寺を中心に金華山を開いて弁財天を祀った結果、弁財天の授福を司る神格が天平産金の史実及び「金花咲く」の歌に結び付けられたものとも考えられる。なお、仙台藩の藩撰地誌である『封内風土記』には、そもそもは神代に三輪明神が黄金を練って4本の樁（杭）で築（つ）いて金華山島を造り、天照大神の「正魂」を「留主姫大神」と称して鎮座させたのが後に弁財天となったとの縁起を「旧説」として載録している。また、式内「黄金山神社」説は否定されたが、代わりに陸奥国牡鹿郡の式内「大嶋神社」に比定したり同「計仙麻神社」に比定する説がある。
社伝等に因れば、永万から仁安の頃（12世紀中頃）に藤原秀衡によって大金寺を始めとする48の坊（堂塔）の建立と寺領1,000石の寄進がなされて大金寺を中心とする一山寺院（中核寺院と複数の寺社から構成される独立独派の寺院組織）となり、藤原氏の滅亡後は奥州総奉行として石巻城城主に封じられた葛西清重により堂塔は18坊に寺領は500石に減じられたものの、その保護を受けて寺運を盛んにしたという。その背景には奈良時代以降の朝廷による東北地方の開発や経略（所謂蝦夷征討）を前提に、前九年・後三年の役において戦力としてまたは従軍僧として参加し、その後も現地に留まって山中抖擻（とそう）の行や加持祈祷といった宗教活動の拠点として金華山に集まった修験者に対し、在地の豪族、とりわけ古代末に東北に覇を唱えた藤原氏がこれを平時における領内平安を祈る祈祷活動と戦時における兵力との両様を期待しうる存在と捉えて保護した事情があったと考えられ、鎌倉時代以降も領主との関係は同様であったと思われるが、数度の火災で古記録類が焼忘された為に中世を通じた様相は定かではなく、戦国時代に戦乱によって衰微し、天正年間（16世紀後半）には兵火に罹って全坊を悉く焼失したものを文禄2年（1593年）に下野国岩倉の出で日光山（輪王寺）の僧正でもあったという修験僧、成蔵坊長俊によって再興されたという。
江戸時代には仙台藩藩主の伊達家の崇敬を受けて一山（島）が除地とされて堂塔も再建されたと伝え、本末制度下において醍醐三宝院を本山とする当山派の修験寺院（本寺は仙台城下の龍宝寺）に位置付けられた。伊達家からの崇敬に関しては4代藩主綱村が元禄16年（1703年）に3箇月連続で家臣を代参させて砂金を献納した記録も残るものの、城下からの距離といった地理的条件もあってか藩主からの恒常的、直接的な援助は見られず、18坊を数えた寺院も結局大金寺1寺が残るのみの状態で、三宝院の末寺とされていたように規模としては一山寺院としての組織も勢力も解消されていた。その為に堂塔の維持等を図る大金寺の側は積極的に庶民に接近する必要が生じ、具体的には弁財天の福徳を説きつつ村々を廻る勧進活動を行ったものと考えられるが、その成果として大金寺（金華山）に対する信仰が盛んになり、江戸時代中期以降になると各地に講も結ばれて参詣する者も増えた。もっとも、文化10年（1813年）に火災に遭って再び全山が灰燼に帰しており、伊達家の援助により堂塔は旧観通りに再建されたというが、この際に一切の古記録が失われている。
明治維新後の神仏判然令を受け、明治2年（1869年）に大金寺を廃して金山毘古・金山毘売両神を祭神とする黄金山神社となるとともに大金寺の別当は還俗して奥海姓を称する神職となり、同7年6月に県社に列格した。なお、大金寺の廃寺に際しては、大金寺所蔵の仏典や仏像は悉く島外へ流出している。明治10年（1877年）以来社殿を新改築していたが、同30年2月に社務所付近の家屋からの出火により神体や神輿等を残す他は境内樹林を含めて三度目の全焼に遭った為、大正5年（1916年）の拝殿竣工を皮切りに漸次再建されたものが現社殿である。戦後は神社本庁に参加して昭和27年（1952年）にその別表神社となっている。

## 信仰

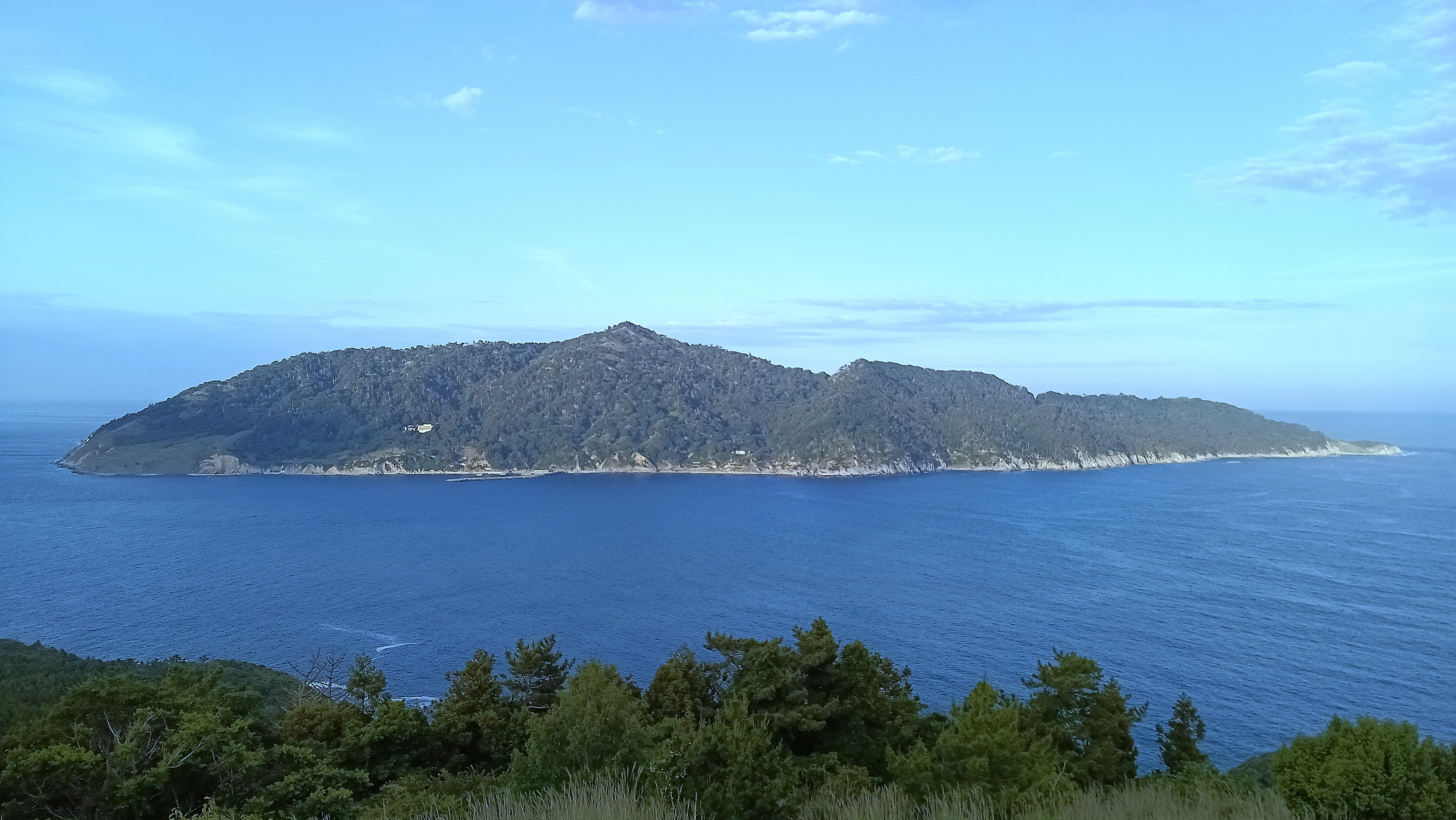
牡鹿半島から望む金華山

金華山は古く牡鹿半島周辺沿岸部の人々から崇拝の対象として、殊に漁民からは海上安全や漁の守護神として信仰を受けていたと思われ、後世の例ではあるが鰹漁といった遠洋での漁を行う者は沖を離れて金華山の姿が三分の一程度水平線に沈んだ辺り（およそ20海里）を「サンノゴテ（三の御殿）」と称して順次「ニノゴテ（二の御殿）」等となり、島影が小さく星の形のように見える地点（およそ45海里）を「ニオボシ（乳穂星カ）」と、完全に水平線下に没すると「ヤマナシ（山無し）」と称する等、金華山を山当て（漁場との距離を測る目安）に利用し、山容が見えない「ヤマナシ」にあっても日没時には金華山へ向かって灯明を捧げて拝む習いであったといい、また、遠洋から戻る際に「ニオボシ」を目にした時には得も言われぬ安堵感を覚えたとも言われる。その他、出漁に際しては金華山で祈祷を受け、山容を目に出来る島浜では正月等に必ずこれを拝むといい、或いは沖を通行する船は灯明を点して米を海中に撒いて拝み、秋刀魚漁では7尾の秋刀魚を海中に捧げて漁の無事と大漁とを祈ったという。また、航路に就いた水夫も航海安全の神として信仰し、安政5年（1858年）の仙台藩の軍艦開成丸の航海においても、水夫達は金華山を「御山御山（おやまおやま）」と唱え、大金寺が視界に入ると手を洗い口を漱いで、白米を海中に撒いて拝礼したという。
一方、古代から中世にかけて金華山に集まった修験者は大金寺を建立し、そこを拠点に峰々を巡る山中抖擻の修行に励んだと見られる。金華山修験の実態を伝える史料はないが、かつては島の東側に「金剛界」「胎蔵界」と呼ばれる所があったといい、現存する島内の「胎内潜り」や「蘇字（そじゅ）峠」、「天狗相撲取場」といった地名が修験に関するものと思われる事や、山頂の大海祇神社（旧竜蔵権現）の傍らに護摩壇が組まれている事は、修験者の山中抖擻が行われた事を窺わせる。特に胎内潜りは修行の場である山を母胎と見る修験道の思想を体現するもので、巨岩の基部に空いた腹這いになって潜れる程度の穴を抜ける事で新たな験力を獲得して生まれ変わるという擬死再生の儀礼も行われていたと思われ、また、金華山の北東部海岸に位置する「賽の河原」は、そこを訪れると亡き縁者の声が聞けると言われているので、山形県の山寺（立石寺）や青森県恐山の菩提寺と同様に祖霊・精霊の籠もる霊地としての信仰もあったと思われる。その大金寺における弁財天信仰は早くからのもので、それは『封内風土記』に載録する秀衡建立という48坊の坊名の頭文字が「大弁斎天」（大弁財天）の語呂合わせとなっている事にも窺えるが
、三陸沿岸部一帯に分布する弁財天の伝承、特に陸前地方の沿岸部一帯には漂着伝承を伴う河神（水神）としての弁財天信仰が盛んで、上述の如く金華山弁財天も海岸に漂着したとの伝えが共通している事から、元来は水神としての弁財天に対する信仰が基になったと考えられ、そこには主として沿岸部の漁民に抱かれた海の彼方からの漂着物を神聖視する古い寄神（よりがみ）信仰も窺えるのであるが、そうした基層信仰に修験者が東方海上の理想郷像を重ね、その理想郷を現実に表出すべく図り、その方途として弁財天の財運を齎す（もたらす）福神的側面を強調し、天平産金の史実及び「金花咲く」の歌とその福徳とを結び付けて盛んに喧伝したものと考えられる。
それらの成果が近世における金華山信仰圏の拡大であったが、黄金山神社に現伝する天正11年（1583年）の年紀をもつ大般若経納箱の蓋裏には中世には広く知られていた弁財天を中心に他の福神を周囲に配する曼荼羅が墨書されているので、福神としての弁財天信仰を媒介とした大金寺と民衆の結びつきも近世以前に遡るものであった。
近世以降には金華山信仰が盛行したが、その背景には領主や藩主といった有力者からの積極的な保護を失い危機感を募らせた大金寺やそこを拠点とする修験者が、寺院経営の維持を一般民衆に対する勧進に求め、信仰圏の拡大を図った結果があったと思われ、或いは受容する側の民衆にもよりよい世界を齎す日本固有の救世主、具体的には農作物の豊饒を齎す存在で関東、東海地方の沿岸部一帯に分布する鹿島踊の章句に現れるミロクを待望する心意が存在し、その「ミロク」が巳（ミ）の年、或いは巳の日に顕現するという信仰と、巳日の当日或いは前日に「巳待講」といった講を設けて集まり「ミロク」の到来を期する習俗があったのに対し、大金寺弁財天にも水神的神格から蛇（巳）を神使とする観念とともに巳年に大がかりな祭祀を行う巳年縁年が催されていた為に、修験者が「ミロク」「巳」「蛇」「弁財天」という連想を活用しつつ村落における信仰に弁財天信仰を習合させ、既存の巳待講等を金華山講に転化させる形で信仰圏を拡大させたものとも考えられる。なお、大金寺の勧進には弁財天像の出開帳を行う事もあったらしく、開帳された弁財天を開帳先で本尊とするようになったと伝える寺院も存在する。

### 金華山信仰
近世以降の金華山信仰は財運を主眼とする現世利益を弁財天に求めるものであるが、その根底には黄金産出による授福を待望する余りに在住地域のどこかに黄金に溢れた場所があってそれがいつの日にか現出するという民衆の期待があり、それに乗じた修験者が、金華山に天平産金の史実を結び付ける等しつつ民衆の理想が現実化した地として金華山の存在を説き、信仰圏の拡大を果たしたものと考えられ、遂には金華山周辺においては島の一角に黄金が埋まっていると信じられ、或いはほぼ全島が花崗岩から成り金鉱脈が存在しないにも拘わらず、広く全国的に金華山は黄金で出来た島であるといった観念を生じさせており、西川如見においては「世界の図に日本の東海に金島銀島ありとは此島（金華山）ならん」と、マルコ・ポーロの『東方見聞録』に代表されるヨーロッパ人の日本即金銀島観を受け容れ、それを更に局地的に金華山に当て嵌めている。
金華山詣と金華山講
近世中期以降になると仙台藩内を初め他国からも弁財天による福徳の実現を求める参詣者を集め、仙台から石巻を経て金華山へ至る参詣道は当時の一般旅行案内書である『諸方早見道中記』や『諸国道中記』にも記され、それらによると石巻迄はほぼ石巻街道が利用され、そこから陸海の行路に分かれていたようである。但し、その後の経路については不分明で、渡波（わたのは）を経由して牡鹿半島西海岸を陸路または海路で南西端の鮎川迄向かう表浜（おもてはま）街道と、女川を経由して牡鹿半島東海岸を陸路で山鳥（やまどり）まで南下する裏浜（うらはま）街道とがあったと推測されている。両路とも直接海路で金華山へ赴くことも可能であったが、信心を験す意味からも陸路をとるものとされ、表浜街道で海路をとる場合でも鮎川で下船し、そこから駒ヶ峯の峠を越えて山鳥へ至る半島横断路が辿られ、山鳥に建つ一ノ鳥居を潜ってから山鳥渡（やまどりわたし）と呼ばれる海峡（山鳥の瀬や金華山瀬戸とも呼ぶ）を渡る習いで、山鳥に渡島者が集まった時点で鐘を撞けば島（金華山）から船が迎えに来たという。但し、金華山周辺は潮流が激しい難所として知られ、古来から難船も多く時化の晩には水死者の亡霊が現れて就航中の船に近寄っては柄杓を貸すように頼んだと言われているが、山鳥渡も距離は短いものの「御殿隠し」と呼ばれる大波が頻繁に立ち、余りに風波が激しい時には金華山からの迎船が来られない為に参詣者は鮎川へ戻って滞留する事もあった。金華山に着岸した参詣者は神聖な島へ俗界の汚穢を持ち込まないようにと新しい草鞋に履き替えてから上陸、大金寺へ参詣し、その後「お山がけ」と称する島内の登拝地巡拝（後述）に赴く場合は大金寺に一夜参籠して翌朝にお山がけに出立する例であった。また、金華山島は黄金で出来た島であると信じられ、参詣を終えて離島する際には金等の鉱石は勿論、一木一草から砂一粒に至る迄「島の神惜みたまふゆへ」に島外に持ち出す事は禁忌とされ、参詣者は上陸時の草鞋を桟橋に脱ぎ置く慣例であり、違背すれば帰船が動かなくなったり沈没したりするとも言われていて、真偽は不明ながら木内石亭が金華山に参詣して島内の金砂を窃かに懐中して帰路につくと乗船した船が荒波に遭遇して進めなくなり、船夫の詮索で事が露見した為に金砂を返却せざるを得なかったという逸話も残されている.。草鞋の慣例に見られる金華山を聖域視する観念は強く、大金寺の僧侶が遷化しても決して島内に埋葬する事は無く、その遺骸は対岸の山鳥まで運ばれていたといい、また女性の渡島は堅く禁ぜられ、彼等は上述山鳥の一の鳥居から山を遙拝したという。
また、各地に金華山信仰の為の金華山講と呼ばれる講が結成されたが、既存の講組織から転化したものもあったようで、中には巳待講と称され巳日を中心に種々の宗教行為をそのまま伴っていたものもあった。講への加入は女人禁制の思想から男子に限られ、それも主として戸主層から構成されており、年に数回設けられる開講日には多く講員から輪番制で宿を定めて集まり、座敷の床の間といった上座に金華山の掛け軸を掛けて祭壇とし、灯明を点して神酒を捧げ、講中で拝んでから精進料理での会食となる。遠隔の村落にあって経済的その他の理由から金華山詣が容易でない場合は、講を代表する代参者を選んだり（2人の場合が多い）、参詣を果たした代参者が授与された神札を講中に配布したりする。金華山詣が重ねられると、それを記念する石碑が村落の入り口や辻、鎮守社の境内等に建立される事があり、また弁財天を鎮守社境内に小祠として勧請したり屋敷神として祀ったりする事もあった。各地の金華山講には結成以来存続するものや一定期間の後に解散したもの等、様々な相があるが、現代では宮城県を中心とする東北諸県を始め北海道や千葉県に及ぶ大小併せておよそ500の講が存在し、大正10年（1921年）には黄金山神社が神社の再興と信仰圏拡大を図る目的で既存の講を編成し直した「永代講」の組織もある。
なお、金華山からの産金も有り得ず天平産金の史実も江戸時代中半には否定されてはいたが、明治・大正期に牡鹿郡一帯でよく歌われた遠島甚句（としまじんく）において「金華山には大箱小箱それにつづいて金もある」や「沖に大漁の風が吹けば島に黄金の花が咲く」と歌われ、同じく松坂ぶし（一名松島ぶし）において「東にあたりし金華山、あれは黄金の山じゃもの」と歌われたように、大正末期頃迄なお黄金で出来た島との幻想を抱く者も跡を絶たなかった。

## 祭祀
9月25日に例祭が行われるが、それ以外にも以下のような神事祭典がある。
初巳大祭
5月初巳の日から7日間にわたって斎行される、弁財天の神使が蛇（巳）である事に因む弁財天信仰を継受した祭儀。初日（巳日）の巳の刻（午前10時）に本殿にて本祭を行い、期間中の日曜日には金華山港の御旅所へ神輿渡御がある。神輿渡御では海水を汲んで潮垢離を掻く海潮祓の神事が斎行されるが、浜降神事の一種でもあり、かつては若者衆に担がれた神輿が一気に山を駆け下りて海へ入り、亀島（現亀石）迄渡っていたという。また、12年に1度の巳年には巳歳御縁年大祭も斎行される。
鹿の角切り行事祭
鹿（ニホンジカ）の発情期である10月の第1、第2日曜日に行われ、参拝者に危害を加えないよう境内周辺にいる牡の角を切り落とす行事。昭和38年（1963年）に始まったとされ、当初は神社職員が行っていたが、昭和末年乃至平成初年頃（20世紀末）から石巻の勢子集団が捕獲し、神職が切り落とすようになった。捕らえた牡鹿は神酒を一献捧げられた後に角が切られ、切り取った角は神社に奉納された後に希望者に頒たれる。

## 社殿
本殿は三間社流造、拝殿は桁行5間梁間3間の入母屋造平入で前面に中央1間を軒唐破風とする3間の向拝を付す。ともに屋根は銅板葺。その他に祈祷殿や随神門等が建ち、祈祷殿では修験時代そのままに護摩木を焚いて祈願者の祈祷を行う。
現社殿群は明治30年の火災後、罹災から30年の年月を掛けて逐次再建されたもの。因みに焼失前の社殿群（明治10年代新改築の社殿）は建築や彫刻に豪華美麗を極め、その姿は「東奥の日光」とも称されたという。なお、大金寺の寺址が本殿西側にある。
拝殿前に建つ常夜燈は山形県山形市在住の崇敬者を発起人として明治25年と27年に1基宛奉納された一対の青銅製灯籠で、いずれも山形市の銅町（どうまち）で鋳造されたもの。高さは4.8メートルに及び、金刀比羅宮（香川県）、山寺立石寺（山形県）のものと共に「日本三大灯籠」と称される。

## 境内
金華山全島を神域とし、近世には弁財天を中心に奥ノ院として金華山山頂に竜蔵権現が祀られ、その他愛宕権現や神明宮、不動堂といった普遍的な神仏を島内各処に勧請し、金華山そのものを霊島として大金寺が別当としてこれを支配していた。また、境内を含む金華山全島が1979年に国定公園に指定され（南三陸金華山国定公園の一部）、2015年には三陸復興国立公園への編入に伴い国立公園指定となった。

### 主な境内社
大海祇（おおわたつみ）神社
金華山山頂に奥ノ院として鎮座する。かつては竜蔵三社大権現社と称され、海上守護の神で十一面観音の垂迹とされた竜蔵権現を祀り、或いは弁財天または蔵王権現を祀るとの別伝もあったが、明治以後は大綿津見神、市杵島姫神（神仏習合時代には弁財天の垂迹とされていた）、天之御柱神、国之御柱神の4柱を祀る形に改められている。本殿は桁行1間梁間2間の神明造銅板葺、前面屋根に身舎幅よりやや狭い向拝を付す。例祭3月18日。
社殿近くには修験道祭祀の名残を見せる護摩壇が東方海上に面して組まれているが、そこではなお火の上に日の出が来るように柴燈護摩が焚かれている。
樁（かなぐい）神社
随神門から拝殿に上る石段の南側、杉木立の中に鎮座する。『封内風土記』に伝える創祀縁起に因む神社で黄金山神社の鎮守とされ、明治以後は大己貴神始め12柱の神が祀られている。本殿は方1間入母屋造平入銅板葺で、諸末社中最も精巧な造りとなっている。例祭6月25日。
濱（はま）神社
境内西麓に鎮座し言代主神（恵比須尊）を祀る。往時は金華山港の亀石上に祀られており、漁を司る神として漁期に入ると豊漁を願う漁師により掛魚等が常に奉納されたという。現在の亀石は堤防で陸続きとなっているが、それ以前は小舟で渡る必要があり、近代になって参拝が困難な理由から内陸部に遷座されたようである。本殿は方1間入母屋造平入銅板葺。例祭7月10日。なお、亀石は古く亀島とも呼ばれ、女人禁制時代に牡鹿半島に住む亀という女人が禁を犯しての渡島を試み、山鳥渡を泳いで渡って上陸しようとしたところ神の怒りによって石に変えられたものという。
祈願者による「お山がけ」も行われ、それには大きく表廻りと裏廻りの2種があるが、表廻りは本殿背後の末社滑石（なめらいし）神社から山中の奇岩奇石を巡って菖蒲平に達し、そこから山頂無双峯に登って大海祇神社を拝すもの。裏廻りは無双峯から同様に巨岩を拝しつつ胎内潜りを過ぎ、開山上人座禅石や山形石等の奇石を経て東海岸迄下った後に、千畳敷、千人沢、大函崎、賽の河原と東部海岸を巡り、阿弥陀峠を越えて本殿に帰る。
島内にはおよそ530頭の野生の鹿が蕃息し（平成19年（2007年）時点）、神使として保護されている。もっとも、仙台藩初代藩主の伊達政宗が金華山において鹿狩りを行ったとの伝えがあり、事実とすれば古くは狩猟も行われ、保護はされていなかった事になる。それが、江戸時代後期には鹿狩りの神罰によって勢子1,000人が海に沈められたとの伝えがあるので、近世以降に神使と見做されるようになったと思われる。また、境内社の滑石神社の祭神（武甕槌神）が茨城県鹿島神宮の分霊で同神宮が鹿と親密な関係をもつので、そこから金華山の鹿も神使とされたのではないかという推測もある。

## 文化財
（件名後の括弧内は指定の種別と年月日）
石巻市指定
- 太刀 備前長船伝兼光（有形文化財、昭和58年12月17日）
- 太刀 山城粟田口住藤四郎吉光（同上）